# Taxus globosa
Taxus globosa là một loài thực vật hạt trần trong họ Taxaceae. Loài này được Schltdl. mô tả khoa học đầu tiên năm 1838.